# The Game Awards 2022
The Game Awards 2022 foi a nona cerimônia de premiação anual do The Game Awards, realizada em 8 de dezembro de 2022, na qual homenageou os melhores jogos eletrônicos de 2022. Apresentada por Geoff Keighley, criador e produtor da premiação (com pré-cerimônia apresentada por Sydnee Goodman), o evento foi realizado para um público convidado no Microsoft Theater em Los Angeles, mas transmitido ao vivo em mais de 40 plataformas digitais, juntamente com a adição de uma experiência em IMAX. Apresentou apresentações musicais de Halsey, Hozier e Bear McCreary, e apresentações de celebridades convidadas, incluindo Reggie Fils-Aimé, Al Pacino, Pedro Pascal, Bella Ramsey, Ken Williams e Roberta Williams. A cerimônia introduziu a categoria de Melhor Adaptação, voltada para mídias adaptadas de jogos eletrônicos.
God of War Ragnarök liderou o número de indicações na cerimônia, em onze categorias e seis prêmios; ganhou na categoria de Melhor Narrativa e Melhor Jogo de Ação-aventura, enquanto que seu ator principal, Christopher Judge, ganhou o prêmio de Melhor Performance por seu papel como Kratos, e seu compositor, McCreary, venceu na categoria de Melhor Trilha Sonora. Elden Ring ganhou o prêmio de Jogo do Ano, assim como Melhor Direção de Jogo e Melhor Jogo de RPG. Vários novos jogos foram anunciados durante o evento, incluindo Crash Team Rumble, Death Stranding 2, Hades II e Judas, e o primeiro clipe completo de The Super Mario Bros. Movie. A cerimônia recebeu atenção da mídia depois que um indivíduo entrou no palco e fez um breve discurso no final do evento.

## Vencedores e indicados
Os indicados foram anunciados em 14 de novembro de 2022. Qualquer jogo lançado para consumo público até 18 de novembro de 2022 era considerado elegível. Os indicados foram compilados por um júri composto por membros de mais de 100 meios de comunicação em todo o mundo, incluindo júris especializados para categorias de acessibilidade, adaptação e prêmios de esportes eletrônicos: 117 meios de comunicação para categorias gerais, 18 membros do júri para acessibilidade e 16 meios para prêmios de esportes eletrônicos. Os vencedores foram determinados entre o júri (90% de impacto nos resultados finais) e a votação do público (10%); o último foi realizado através do site oficial e do servidor do Discord até 7 de dezembro. De acordo com Keighley, a votação do público nas primeiras 24 horas aumentou 42% em comparação com o The Game Awards 2021; na primeira semana, 35 milhões de votos foram enviados, mais do que o dobro do mesmo período do ano anterior e excedendo a contagem total de três semanas de 2021. Quando a votação terminou, mais de 55 milhões de votos foram enviados, um aumento de 138% em relação a 2021. Keighley sentiu que a competição era particularmente intensa entre dois "jogos emblemáticos": Elden Ring e God of War Ragnarök.
A exceção aos prêmios votados pelo júri é a categoria "Voz dos Jogadores", totalmente indicada e votada pelo público; o vencedor foi determinado após três rodadas de votação, que ocorreram de 28 de novembro a 7 de dezembro. As duas rodadas finais de votação desta categoria levaram a acusações de suborno e bots, já que alguns usuários suspeitaram que os jogadores de Genshin Impact estavam votando na esperança de receber a moeda do jogo e sugeriram erroneamente que o título havia oferecido alguns aos jogadores que votaram nele, enquanto alguns jogadores de Genshin Impact acusaram os fãs de Sonic Frontiers de usar bots para votar. Vários jornalistas relataram a falta de evidências confiáveis de bots ou suborno, e Keighley sentiu que os bots não estavam envolvidos, mas disse que sua equipe iria investigar. O discurso em torno da votação tornou-se antagônico, com fandoms atacando uns aos outros e o subreddit r/SonicTheHedgehog restringindo postagens sobre o prêmio. Alguns usuários relataram que o site só permitia que votassem em Genshin Impact ou Sonic Frontiers. Keighley brincou com as acusações de bot ao coroar Genshin Impact como o vencedor durante a cerimônia. Mollie Taylor, da PC Gamer, notou que o discurso contraditório permaneceu em ambos os lados após o evento. Genshin Impact distribuiu a moeda do jogo para todos os jogadores após sua vitória. Keighley disse que o discurso reafirmou a decisão do evento de evitar a votação totalmente pública para as categorias principais.

### Categorias
Títulos em negrito e listados em primeiro venceram nas respectivas categorias:

#### Jogos eletrônicos
| Jogo do Ano | Melhor Direção de Jogo |
| --- | --- |
| - Elden Ring – FromSoftware / Bandai Namco Entertainment - A Plague Tale: Requiem – Asobo Studio / Focus Entertainment - God of War Ragnarök – Santa Monica Studio / Sony Interactive Entertainment - Horizon Forbidden West – Guerrilla Games / Sony Interactive Entertainment - Stray – BlueTwelve Studio / Annapurna Interactive - Xenoblade Chronicles 3 – Monolith Soft / Nintendo | - Elden Ring – FromSoftware / Bandai Namco Entertainment - God of War Ragnarök – Santa Monica Studio / Sony Interactive Entertainment - Horizon Forbidden West – Guerrilla Games / Sony Interactive Entertainment - Immortality – Sam Barlow / Half Mermaid Productions - Stray – BlueTwelve Studio / Annapurna Interactive                               |
| Melhor Narrativa | Melhor Direção de Arte |
| - God of War Ragnarök – Santa Monica Studio / Sony Interactive Entertainment - A Plague Tale: Requiem – Asobo Studio / Focus Entertainment - Elden Ring – FromSoftware / Bandai Namco Entertainment - Horizon Forbidden West – Guerrilla Games / Sony Interactive Entertainment - Immortality – Sam Barlow / Half Mermaid Productions | - Elden Ring – FromSoftware / Bandai Namco Entertainment - God of War Ragnarök – Santa Monica Studio / Sony Interactive Entertainment - Horizon Forbidden West – Guerrilla Games / Sony Interactive Entertainment - Scorn – Ebb Software / Kepler Interactive - Stray – BlueTwelve Studio / Annapurna Interactive                                         |
| Melhor Trilha Sonora | Melhor Design de Áudio |
| - God of War Ragnarök – Bear McCreary - A Plague Tale: Requiem – Olivier Deriviere - Elden Ring – Tsukasa Saitoh - Metal: Hellsinger – Two Feathers - Xenoblade Chronicles 3 – Yasunori Mitsuda | - God of War Ragnarök – Santa Monica Studio / Sony Interactive Entertainment - Call of Duty: Modern Warfare II – Infinity Ward / Activision - Elden Ring – FromSoftware / Bandai Namco Entertainment - Gran Turismo 7 – Polyphony Digital / Sony Interactive Entertainment - Horizon Forbidden West – Guerrilla Games / Sony Interactive Entertainment    |
| Melhor Performance | Jogo Mais Impactante |
| - Christopher Judge como Kratos – God of War Ragnarök - Ashly Burch como Aloy – Horizon Forbidden West - Manon Gage como Marissa Marcel – Immortality - Charlotte McBurney como Amicia de Rune – A Plague Tale: Requiem - Sunny Suljic como Atreus – God of War Ragnarök | - As Dusk Falls – Interior Night / Xbox Game Studios - A Memoir Blue – Cloisters Interactive / Annapurna Interactive - Citizen Sleeper – Jump Over the Age / Fellow Traveller - Endling: Extinction is Forever – Herobeat Studios / HandyGames - Hindsight – Joel McDonald / Annapurna Interactive - I Was a Teenage Exocolonist – Northway Games / Finji |
| Melhor Jogo Contínuo | Melhor Jogo Independente |
| - Final Fantasy XIV – Square Enix - Apex Legends – Respawn Entertainment / Electronic Arts - Destiny 2: Beyond Light – Bungie - Fortnite – Epic Games - Genshin Impact – miHoYo | - Stray – BlueTwelve Studio / Annapurna Interactive - Cult of the Lamb – Massive Monster / Devolver Digital - Neon White – Angel Matrix / Annapurna Interactive - Sifu – Sloclap - Tunic – Andrew Shouldice, Finji |
| Melhor Jogo Mobile | Melhor Suporte à Comunidade |
| - Marvel Snap – Second Dinner / Nuverse - Apex Legends Mobile – Respawn Entertainment / Electronic Arts - Diablo Immortal – NetEase / Blizzard Entertainment - Genshin Impact – miHoYo - Tower of Fantasy – Hotta Studio / Level Infinite | - Final Fantasy XIV – Square Enix - Apex Legends – Respawn Entertainment / Electronic Arts - Destiny 2: Beyond Light – Bungie - Fortnite – Epic Games - No Man's Sky – Hello Games |
| Melhor Jogo de VR/AR | Inovação em Acessibilidade |
| - Moss: Book II – Polyarc - After the Fall – Vertigo Games - Among Us VR – Innersloth - Bonelab – Stress Level Zero - Red Matter 2 – Vertical Robot | - God of War Ragnarök – Santa Monica Studio / Sony Interactive Entertainment - As Dusk Falls – Interior Night / Xbox Game Studios - Return to Monkey Island – Terrible Toybox, Lucasfilm Games / Devolver Digital - The Last of Us Part I – Naughty Dog / Sony Interactive Entertainment - The Quarry – Supermassive Games / 2K                           |
| Melhor Jogo de Ação | Melhor Jogo de Ação-aventura |
| - Bayonetta 3 – PlatinumGames / Nintendo - Call of Duty: Modern Warfare II – Infinity Ward / Activision - Neon White – Angel Matrix / Annapurna Interactive - Sifu – Sloclap - Teenage Mutant Ninja Turtles: Shredder's Revenge – Tribute Games / Dotemu | - God of War Ragnarök – Santa Monica Studio / Sony Interactive Entertainment - A Plague Tale: Requiem – Asobo Studio / Focus Entertainment - Horizon Forbidden West – Guerrilla Games / Sony Interactive Entertainment - Stray – BlueTwelve Studio / Annapurna Interactive - Tunic – Andrew Shouldice, Finji                                              |
| Melhor Jogo de RPG | Melhor Jogo de Luta |
| - Elden Ring – FromSoftware / Bandai Namco Entertainment - Live A Live – Square Enix / Nintendo - Pokémon Legends: Arceus – Game Freak / The Pokémon Company, Nintendo - Triangle Strategy – Artdink / Square Enix - Xenoblade Chronicles 3 – Monolith Soft / Nintendo | - MultiVersus – Player First Games / Warner Bros. Interactive Entertainment - DNF Duel – Arc System Works, Eighting, Neople / Nexon - JoJo's Bizarre Adventure: All Star Battle R – CyberConnect2 / Bandai Namco Entertainment - The King of Fighters XV – SNK - Sifu – Sloclap                                                                           |
| Melhor Jogo para Família | Melhor Jogo de Esporte/Corrida |
| - Kirby and the Forgotten Land – HAL Laboratory / Nintendo - Lego Star Wars: The Skywalker Saga – Traveller's Tales / Warner Bros. Interactive Entertainment - Mario + Rabbids Sparks of Hope – Ubisoft Milan, Ubisoft Paris / Ubisoft - Nintendo Switch Sports – Nintendo EPD / Nintendo - Splatoon 3 – Nintendo EPD / Nintendo | - Gran Turismo 7 – Polyphony Digital / Sony Interactive Entertainment - F1 22 – Codemasters / EA Sports - FIFA 23 – EA Vancouver, EA Romania / EA Sports - NBA 2K23 – Visual Concepts / 2K Sports - OlliOlli World – Roll7 / Private Division |
| Melhor Jogo de Simulação/Estratégia | Melhor Jogo Multiplayer |
| - Mario + Rabbids Sparks of Hope – Ubisoft Milan, Ubisoft Paris / Ubisoft - Dune: Spice Wars – Shiro Games / Funcom - Total War: Warhammer III – Creative Assembly / Sega - Two Point Campus – Two Point Studios / Sega - Victoria 3 – Paradox Development Studio / Paradox Interactive | - Splatoon 3 – Nintendo EPD / Nintendo - Call of Duty: Modern Warfare II – Infinity Ward / Activision - MultiVersus – Player First Games / Warner Bros. Interactive Entertainment - Overwatch 2 – Blizzard Entertainment - Teenage Mutant Ninja Turtles: Shredder's Revenge – Tribute Games / Dotemu                                                      |
| Melhor Estreia Independente | Jogo Mais Aguardado |
| - Stray – BlueTwelve Studio / Annapurna Interactive - Neon White – Angel Matrix / Annapurna Interactive - Norco – Geography of Robots / Raw Fury - Tunic – Andrew Shouldice, Finji - Vampire Survivors – Luca Galante | - The Legend of Zelda: Tears of the Kingdom – Nintendo EPD / Nintendo - Final Fantasy XVI – Square Enix Creative Business Unit III / Square Enix - Hogwarts Legacy – Avalanche Software / Warner Bros. Interactive Entertainment - Resident Evil 4 – Capcom - Starfield – Bethesda Game Studios / Bethesda Softworks                                      |
| Melhor Adaptação | Voz dos Jogadores |
| - Arcane (série de televisão animada) – Netflix; baseada no jogo eletrônico League of Legends da Riot Games - Cyberpunk: Edgerunners (série de televisão animada) – Netflix; baseada no jogo eletrônico Cyberpunk 2077 da CD Projekt - The Cuphead Show! (série de televisão animada) – Netflix; baseada no jogo eletrônico Cuphead da Studio MDHR - Sonic the Hedgehog 2 (filme) – Paramount Pictures; baseado na franquia Sonic the Hedgehog da Sega - Uncharted (filme) – Sony Pictures Releasing; baseado na franquia Uncharted da Sony Interactive Entertainment | - Genshin Impact – miHoYo - Elden Ring – FromSoftware / Bandai Namco Entertainment - God of War Ragnarök – Santa Monica Studio / Sony Interactive Entertainment - Sonic Frontiers – Sonic Team / Sega - Stray – BlueTwelve Studio / Annapurna Interactive                                                                                                 |

#### E-Sports e criadores de conteúdo
| Melhor Jogo de eSports | Melhor Jogador de eSports |
| --- | --- |
| - Valorant – Riot Games - Counter-Strike: Global Offensive – Valve - Dota 2 – Valve - League of Legends – Riot Games - Rocket League – Psyonix | - Jaccob "yay" Whiteaker - Jeong "Chovy" Ji-hoon - Lee "Faker" Sang-hyeok - Finn "karrigan" Andersen - Oleksandr "s1mple" Kostyliev  |
| Melhor Time de eSports | Melhor Treinador de eSports |
| - LOUD - DarkZero Esports - FaZe Clan - Gen.G - Los Angeles Thieves                                                                            | - Matheus "bzkA" Tarasconi - Andrii "B1ad3" Horodenskyi - Erik "d00mbr0s" Sandgren - Robert "RobbaN" Dahlström - Go "Score" Dong-bin |
| Melhor Evento de eSports | Criador de Conteúdo do Ano |
| - League of Legends World Champsionship 2022 - Evo 2022 - PGL Major Antwerp 2022 - Mid-Season Invitational 2022 - Valorant Champions 2022      | - Ludwig Ahgren - Karl Jacobs - Nibellion - Nobru - QTCinderella                                                                     |

## Jogos com múltiplas indicações e prêmios

### Múltiplas indicações
God of War Ragnarök recebeu o maior número de indicações, com dez, seguido por Elden Ring e Horizon Forbidden West, com sete. A Sony Interactive Entertainment liderou como a publicadora com mais indicações, com vinte, seguida pela Annapurna Interactive e Nintendo, com onze. Além das publicadoras, a Netflix recebeu três indicações por suas produções televisivas na categoria de Melhor Adaptação.
| Indicações | Jogo                                             |
| ---------- | ------------------------------------------------ |
| 11         | God of War Ragnarök                              |
| 8          | Elden Ring                                       |
| 7          | Horizon Forbidden West                           |
| 7          | Stray                                            |
| 5          | A Plague Tale: Requiem                           |
| 3          | Apex Legends                                     |
| 3          | Call of Duty: Modern Warfare II                  |
| 3          | Genshin Impact                                   |
| 3          | Immortality                                      |
| 3          | Neon White                                       |
| 3          | Sifu                                             |
| 3          | Tunic                                            |
| 3          | Xenoblade Chronicles 3                           |
| 2          | As Dusk Falls                                    |
| 2          | Destiny 2: Beyond Light                          |
| 2          | Final Fantasy XIV                                |
| 2          | Fortnite                                         |
| 2          | Gran Turismo 7                                   |
| 2          | Mario + Rabbids Sparks of Hope                   |
| 2          | MultiVersus                                      |
| 2          | Return to Monkey Island                          |
| 2          | Splatoon 3                                       |
| 2          | Teenage Mutant Ninja Turtles: Shredder's Revenge |

| Indicações | Publicadoras                           |
| ---------- | -------------------------------------- |
| 21         | Sony Interactive Entertainment         |
| 12         | Annapurna Interactive                  |
| 11         | Nintendo                               |
| 9          | Bandai Namco Entertainment             |
| 6          | Square Enix                            |
| 5          | Electronic Arts                        |
| 5          | Focus Entertainment                    |
| 4          | Finji                                  |
| 4          | Warner Bros. Interactive Entertainment |
| 3          | Activision                             |
| 3          | Half Mermaid Productions               |
| 3          | miHoYo                                 |
| 3          | Sega                                   |
| 3          | Sloclap                                |
| 2          | 2K                                     |
| 2          | Bungie                                 |
| 2          | Devolver Digital                       |
| 2          | Dotemu                                 |
| 2          | Epic Games                             |
| 2          | Funcom                                 |
| 2          | Riot Games                             |
| 2          | Ubisoft                                |
| 2          | Valve                                  |
| 2          | Xbox Game Studios                      |

### Múltiplos prêmios
God of War Ragnarök liderou o evento com seis vitórias, seguido por Elden Ring com quatro, e Final Fantasy XIV e Stray com duas cada. A Sony Interactive Entertainment ganhou um total de sete prêmios, seguida pela Bandai Namco Entertainment e Nintendo com quatro cada.
| Prêmios | Jogo                |
| ------- | ------------------- |
| 6       | God of War Ragnarök |
| 4       | Elden Ring          |
| 2       | Final Fantasy XIV   |
| 2       | Stray               |

| Prêmios | Publicadora                    |
| ------- | ------------------------------ |
| 7       | Sony Interactive Entertainment |
| 4       | Bandai Namco Entertainment     |
| 4       | Nintendo                       |
| 2       | Annapurna Interactive          |
| 2       | Square Enix                    |

## Informações da cerimônia
Assim como nas edições anteriores do The Game Awards, a cerimônia de 2022 foi apresentada e produzida pelo jornalista de jogos canadense Geoff Keighley. Ele retornou como produtor executivo ao lado de Kimmie Kim, com Richard Preuss e LeRoy Bennett retornando como diretor e diretor criativo, respectivamente. A apresentação aconteceu no Microsoft Theater em Los Angeles no dia 8 de dezembro de 2022 e será transmitida ao vivo em mais de quarenta plataformas on-line e serviços de rede social, incluindo Facebook, TikTok, Twitch, Twitter e YouTube. Os ingressos públicos ficaram disponíveis para compra em 1.º de novembro, embora o evento esteja sujeito a alterações pendentes das diretrizes de saúde e segurança devido à pandemia de COVID-19 na Califórnia. O evento fará parceria com a IMAX para criar o The Game Awards: The IMAX Experience, um evento comunitário ao vivo que permite a participação em todo o mundo.
The Game Awards 2022 foi a terceira cerimônia a apresentar o Future Class, uma lista de 50 indivíduos de toda a indústria de jogos eletrônicos que melhor representam seu futuro; as indicações foram aceitas em setembro e outubro. A edição de 2022 adicionou uma categoria de Melhor Adaptação, reconhecendo a mídia adaptada de jogos eletrônicos, incluindo filmes, séries de televisão, romances, histórias em quadrinhos e podcasts. Com a popularização das adaptações, Keighley sentiu que era hora de honrá-las. The Game Awards fez parceria com o Discord para apresentar a categoria de Melhor Suporte à Comunidade e introduzir eventos de votação e convidados no servidor do Discord do evento.